# Saulteaux
Die Saulteaux (auch Salteaux, auch Sauteux) sind eine der First Nations in den kanadischen Provinzen Ontario, Manitoba, Saskatchewan, Alberta und (in einigen sehr kleinen Gruppen) British Columbia. Sie werden auch als Bungi oder Plains Ojibwa bezeichnet. 
Die Saulteaux gehören zum Indianervolk der Anishinabe (auch Anihšināpē) und zur gleichnamigen Dialektgruppe der Algonkin-Sprachen. Saulteaux ist französisch und bedeutet „Menschen von den Stromschnellen“, was Bezug auf ihre Herkunft an den Sault Ste. Marie nimmt. 
Seit den 1770er Jahren besiedelten sie als berittene Bisonjäger die nördlichen Prärien. Sie verloren mit der Ausrottung des Bisons Ende des 19. Jahrhunderts ihre Subsistenzbasis.